# Räbel
Räbel ist ein Ortsteil der Hansestadt Werben (Elbe) im Landkreis Stendal in Sachsen-Anhalt.

## Geographie
Räbel, ein kleines Haufendorf mit Kirche, liegt vier Kilometer südöstlich von Werben und vier Kilometer westlich von Havelberg im Biosphärenreservat Mittelelbe in der Altmark.
Durch das Dorf führt der Elberadweg mit der Landesstraße L 2, die unweit nordöstlich zur Elbe führen, wo die Fähre „Werben“ die beiden Elbufer verbindet.

## Geschichte

### Mittelalter bis Neuzeit
Als erste Erwähnung von Räbel gilt die Nennung als Robelj in der Stiftungsurkunde des Bistums Havelberg, die angeblich aus dem Jahre 946 stammt. Weitere Nennungen sind 1150 In villa que dicitur Robeli, 1209 robole, 1318 in campo ville dicte Röbele, 1469 jn dem gerichte to rabel, 1489 to Luvtken Robel, 1542 Robell, 1687 Röbell, 1804 Räbel und Röbel.

### Landwirtschaft
Bei der Bodenreform wurde 1945 ermittelt: Zwei Besitzungen über 100 Hektar hatten zusammen 308 Hektar, 22 Besitzungen unter 100 Hektar zusammen 403 Hektar, zwei Kirchenbesitzungen hatten 40 Hektar. Enteignet wurden zwei Betriebe, ein Ackerhof und ein Gutshof mit zusammen 315,3 Hektar Fläche. 1948 hatten aus der Bodenreform 15 Vollsiedler jeder über fünf Hektar erworben. Das Jahre der Bildung der ersten LPG ist nicht bekannt. 1960 bewirtschaftete LPG Typ I „Vereinte Kraft“ mit 35 Mitgliedern 231 Hektar.

### Fähre „Werben“ – Fähre Räbel-Havelberg

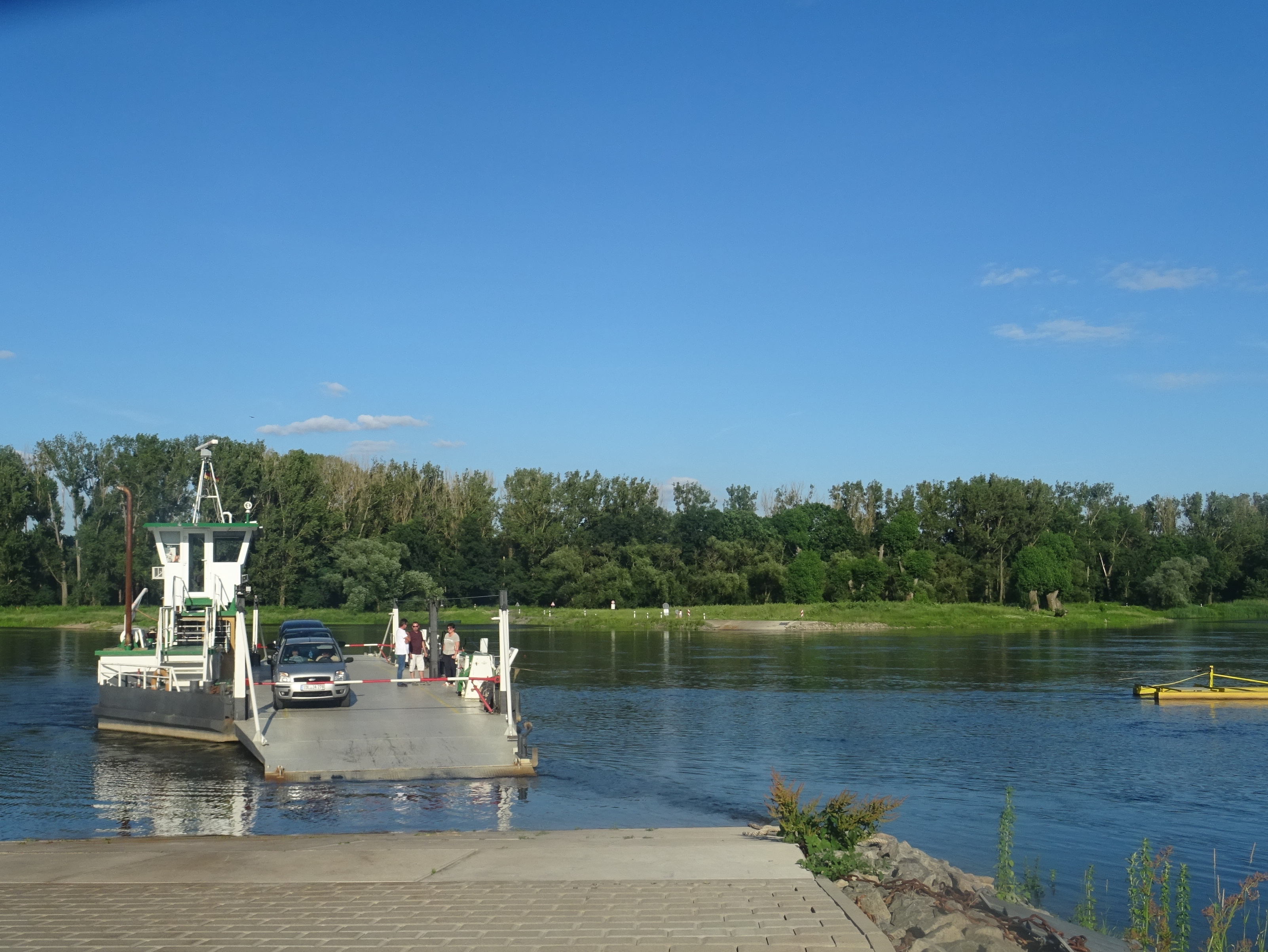
Gierfähre mit Blick über die Elbe

Auf den 104 Elbkilometern in der Altmark gab es 1888 insgesamt 21 Fähren. Heute gibt es noch Fähren in Räbel, Sandau, Arneburg und Grieben.:S. 7
Die Räbeler Fähre wurde erstmals im Jahre 1453 erwähnt, als Stillentin von Kröcher „de Halue fere to Robel“ „siner anliggenden nott willen“ (die Hälfte der Fähre zu Räbel aus Not) dem Werbener Komtur Heinrich von Redern für 80 Rheinische Gulden verkaufte, was für eine gute Einnahme aus der Fähre spricht.:S. 13 1499 belehnte der Landesherr wieder die Familie von Kröcher mit der Personenfähre. Zur Pfändung der gerade angeschafften Wagenfähre kam es 1583 durch das Domkapitel zu Havelberg, weil die Deiche im Havelberger Mühlenholz „zerdeppert und verdorben“ würden. Im Vergleich einigte man sich darauf, dass die Domherren jederzeit freie Überfahrt erhielten und freie Anfahrt der Deichpfähle. Die von Kannenberg in Kannenberg hatten 1676 die Rechte über Räbel und damit über die Fähre erworben, bereits seit 1653 in Teilabschnitten.
Durch den Bau eines Winterhafens von 1890 bis 1892 an der Elbe gegenüber von Räbel im Mühlenholz auf der Havelberger Seite:S. 13 mussten die Fährstellen der Fähre Räbel-Havelberg auf beiden Ufern um etwa 150 Meter nach Norden verlegt werden. Gleichzeitig erfolgte die Umwandlung von einer Schrickfähre in die noch heute gebräuchliche Gierfähre.:S. 13
1923 kaufte die Gemeinde Räbel die Fährgerechtigkeit vom Gut Kannenberg. Es erfolgte der Bau einer neuen Fähre. Die Kosten beliefen sich auf 27 Millionen Reichsmark. Die Gemeinde verpachtete anschließend die Fähre über viele Jahre an verschiedene private Pächter. 1945 ertranken in Räbel Menschen bei der Überfahrt eines überfüllten Fährbootes.:S. 16 1945 wurde die Fähre von der SS gesprengt.
Erst im Jahre 1966 übernahm die Stadt Werben die Fähre Räbel in eigene Regie und baute die Verbindung nach Havelberg aus.:S. 19 Von 1966 bis 1992 war Otto Quiel der erste vom Rat der Stadt Werben angestellte Fährmeister. 1990 wurde schließlich auf der Havelberger Schiffswerft eine neue Fähre gebaut. 1997 erfolgte der Umbau zu einer Kombifähre, die bei normalem Wasserstand als Gierseilfähre arbeitet, bei niedrigem und zu bei hohem Wasserstand hingegen mit Motorkraft betrieben wird.

### Eingemeindungen
Das Dorf gehörte bis 1807 zum Arneburgischen Kreis der Mark Brandenburg in der Altmark. Danach lag es bis 1813 im Kanton Werben auf dem Territorium des napoleonischen Königreichs Westphalen. Ab 1816 gehörte die Gemeinde zum Kreis Osterburg, dem späteren Landkreis Osterburg.
Am 25. Juli 1952 wurde Räbel in den Kreis Seehausen umgegliedert. Am 2. Juli 1965 erfolgte die Umgliederung in den Kreis Osterburg. Am 10. Oktober 1965 wurde die Gemeinde in die Stadt Werben eingemeindet. Die Stadt Werben gibt hingegen 1962 als Jahr der Eingemeindung an.

### Einwohnerentwicklung
| Jahr | Einwohner |
| ---- | --------- |
| 1734 | 185       |
| 1772 | 057       |
| 1790 | 182       |
| 1798 | 203       |
| 1801 | 216       |
| 1818 | 240       |
| 1840 | 265       |
| 1864 | 258       |

| Jahr | Einwohner |
| ---- | --------- |
| 1871 | 233       |
| 1885 | 234       |
| 1892 | [00]268   |
| 1895 | 234       |
| 1900 | [00]196   |
| 1905 | 202       |
| 1910 | [00]178   |
| 1925 | 244       |

| Jahr | Einwohner |
| ---- | --------- |
| 1939 | 174       |
| 1946 | 228       |
| 2014 | [00]040   |
| 2015 | [00]041   |
| 2017 | [00]040   |
| 2018 | [00]035   |
| 2020 | [00]041   |
| 2021 | [00]039   |

| Jahr | Einwohner |
| ---- | --------- |
| 2022 | [0]34     |
| 2023 | [0]34     |

Quelle, wenn nicht angegeben, bis 1946:

## Religion

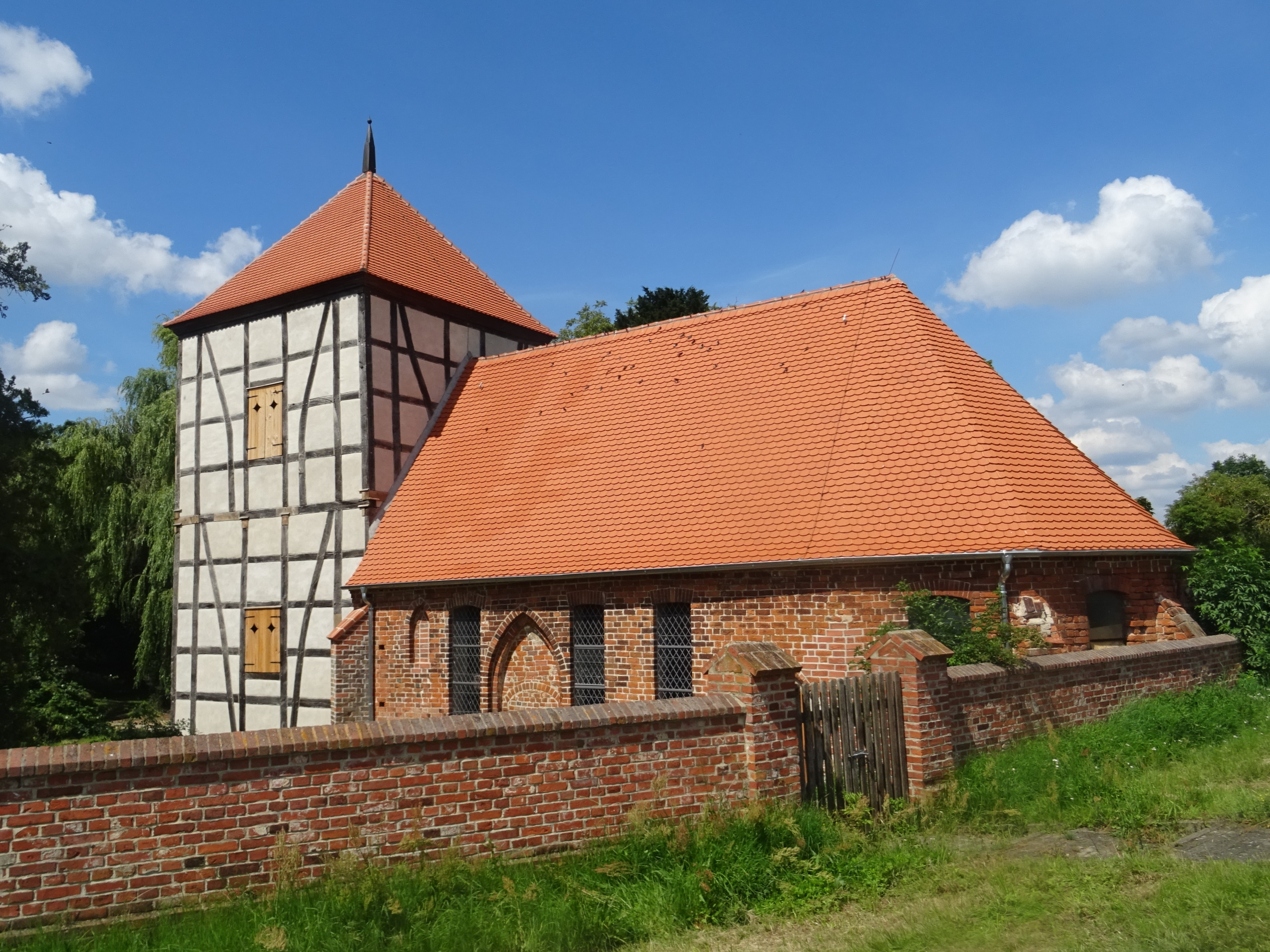
Evangelische Dorfkirche Räbel

Die evangelische Kirchengemeinde Räbel, die früher zur Pfarrei Berge bei Werben an der Elbe gehörte, wird heute vom Pfarrbereich Seehausen im Kirchenkreis Stendal im Bischofssprengel Magdeburg der Evangelischen Kirche in Mitteldeutschland betreut.
Die ältesten überlieferten Kirchenbücher für Räbel stammen aus dem Jahre 1601.

## Kultur und Sehenswürdigkeiten
- Die evangelische Dorfkirche Räbel ist ein kleiner rechteckiger Backsteinbau wohl aus dem Ende des 13. Jahrhunderts. Der jetzige Fachwerkturm wurde 1807 geweiht und besitzt ein niedriges Zeltdach.[26]
- Ein Bauernhof (Dorfstraße 3 außerhalb der Ortslage westlich der Straße Werben-Räbel) und ein Wohnhaus (Dorfstraße 23) stehen unter Denkmalschutz.
- Der Verein „Kultur und Rock in Räbel e.V.“ organisiert das jährliche Hof- und Scheunenfest auf dem Fuhrmeisterhof mit „Rock in Räbel“.[27]

## Trivia – Anekdote vom Fährmann
Zu DDR-Zeiten, als man noch alles brauchte und aufhob, fischte ein Fährmann in Räbel einen Marmeladeneimer aus der Elbe. Eine zufällig anwesende Frau fragte: „Da schwimmt wohl so allerhand in der Elbe?“ „Aber ja doch“, war die Antwort, „unlängst habe ich einen Kachelofen rausgezogen, und da war noch Glut drin!“ Die Frau hat kein Wort mehr gesagt.